# Шадрино (Воскресенский район)
Ша́дрино — деревня в Воскресенском районе Нижегородской области. Входит в состав Владимирского сельсовета.
Имеет три около полу километра улицы: Новую, Фабричную,Школьную в два порядка. Находится в четырёх километрах от административного центра — села Владимирского.

## География
Деревня расположена на расстоянии около 3 километров (по прямой) от федеральной автодороги P177 "Поветлужье" (Нижний Новгород - Боковая - Воскресенское - Йошкар-Ола).

## История
В Нижегородской губернии деревня относилась к Макарьевскому уезду.

### Достопримечательности
В деревне есть памятник истории — дом, где жил уроженец деревни — сказочник Ковалёв, Иван Фёдорович (1930—1965 гг.). Документ о принятии на госохрану № 471.